# Grendel (film)
Grendel – amerykański dramat przygodowy z gatunku fantasy z 2007 roku wyreżyserowany przez Nicka Lyona. Wyprodukowana przez NBC Universal Television.
Premiera filmu miała miejsce 13 stycznia 2007 roku w Stanach Zjednoczonych na amerykańskim kanale Sci Fi Channel.

## Opis fabuły
Król Higlack (Harry Anichkin) powierza swojego syna, księcia Finna (Chuck Hittinger), opiece wojownika Beowulfa (Chris Bruno). Wspólnie stają oni na czele misji, której celem jest pomoc Hrothgarowi (Ben Cross). Jego królestwo od dawna jest terroryzowane przez okrutnego potwora Grendela. Zadanie okazuje się trudniejsze, niż zakładali.

## Obsada
Źródło: Filmweb
- Marina Sirtis jako królowa Wealhtheow
- Ben Cross jako król Hrothgar
- Chris Bruno jako Beowulf
- Alexis Knight jako Ingrid
- Chuck Hittinger jako Finn
- Michael J. Minor jako Unferth
- Atanas Srebrev jako Wulfgar
- Andrey Slabakov jako Eclaf
- Harry Anichkin jako król Higlack

i inni.